# Adenorandia
Adenorandia, monotipski rod broćevki smješten u tribus Gardenieae. Jedina je vrsta A. kalbreyeri  iz tropske Afrike, grmovita penjačica mirisnih cvjetova koja može izrasti do šest metara visine.
Njezini plodovi u lokalnoj upotrebi koriste se kao bojilo.